# El Palomar Airport
El Palomar Airport (franska: Aéroport d'El Palomar) är en flygplats i Argentina.   Den ligger i provinsen Buenos Aires, i den centrala delen av landet, 22 km väster om huvudstaden Buenos Aires. El Palomar Airport ligger 17 meter över havet.
Terrängen runt El Palomar Airport är mycket platt. Runt El Palomar Airport är det mycket tätbefolkat, med 5 206 invånare per kvadratkilometer.. Närmaste större samhälle är Morón, 4,9 km söder om El Palomar Airport.
Runt El Palomar Airport är det i huvudsak tätbebyggt.